# Метт Річі
Метт Річі (англ. Matt Ritchie, нар. 10 вересня 1989, Ґоспорт) — шотландський футболіст, півзахисник клубу «Портсмут».
Виступав, зокрема, за клуби «Дагенем енд Редбрідж», «Борнмут» та «Ньюкасл Юнайтед», а також національну збірну Шотландії.

## Клубна кар'єра
Народився 10 вересня 1989 року в місті Ґоспорт. Вихованець футбольної школи клубу «Портсмут». Дорослу футбольну кар'єру розпочав 2008 року в основній команді того ж клубу. 
До складу «Дагенем енд Редбрідж» приєднався 2008 року на правах оренди. Відіграв наступний сезон своєї ігрової кар'єри. Більшість часу, проведеного у складі, був основним гравцем команди.
2009 року уклав контракт з клубом «Ноттс Каунті», у складі якого провів наступний рік своєї кар'єри гравця. 
Згодом з 2010 по 2011 рік грав у складі команд клубів «Свіндон Таун», «Портсмут» та «Свіндон Таун».
З 2011 року знову, цього разу два сезони захищав кольори команди клубу «Свіндон Таун».  Граючи у складі «Свіндон Таун» також здебільшого виходив на поле в основному складі команди.
З 2013 року три сезони захищав кольори команди клубу «Борнмут». Тренерським штабом нового клубу також розглядався як гравець «основи».
До складу клубу «Ньюкасл Юнайтед» приєднався 2016 року. Відіграв за команду з Ньюкасла 187 матчів в національному чемпіонаті.
У серпні 2024 року повернувс до клубу «Портсмут» уклавши з командою дворічну угоду.

## Виступи за збірну
2015 року дебютував в офіційних матчах у складі національної збірної Шотландії.

## Статистика виступів

### Статистика клубних виступів
| Команда                       | Сезон             | Ліга                 | Ліга | Ліга  | Кубок Англії | Кубок Англії | Кубок ліги | Кубок ліги | Інші змагання | Інші змагання | Усього | Усього |
| Команда                       | Сезон             | Дивізіон             | Ігор | Голів | Ігор         | Голів        | Ігор       | Голів      | Ігор          | Голів         | Ігор   | Голів  |
| ----------------------------- | ----------------- | -------------------- | ---- | ----- | ------------ | ------------ | ---------- | ---------- | ------------- | ------------- | ------ | ------ |
| Портсмут                      | 2008–09           | Прем'єр-ліга         | 0    | 0     | 0            | 0            | 0          | 0          | 0             | 0             | 0      | 0      |
| Портсмут                      | 2009–10           | Прем'єр-ліга         | 2    | 0     | 0            | 0            | 0          | 0          | —             | —             | 2      | 0      |
| Портсмут                      | 2010–11           | Чемпіоншип           | 5    | 0     | 0            | 0            | 3          | 0          | —             | —             | 8      | 0      |
| Портсмут                      | Разом             | Разом                | 7    | 0     | 0            | 0            | 3          | 0          | 0             | 0             | 10     | 0      |
| Дагенем енд Редбрідж (оренда) | 2008–09           | Друга футбольна ліга | 37   | 11    | 3            | 1            | —          | —          | 1             | 0             | 41     | 12     |
| Ноттс Каунті (оренда)         | 2009–10           | Друга футбольна ліга | 16   | 3     | 2            | 0            | —          | —          | 1             | 0             | 19     | 3      |
| Ноттс Каунті (оренда)         | Разом             | Разом                | 53   | 14    | 5            | 1            | 0          | 0          | 2             | 0             | 60     | 15     |
| Свіндон Таун (оренда)         | 2009–10           | Перша футбольна ліга | 4    | 0     | —            | —            | —          | —          | —             | —             | 4      | 0      |
| Свіндон Таун                  | 2010–11           | Перша футбольна ліга | 36   | 7     | 3            | 1            | —          | —          | 2             | 0             | 41     | 8      |
| Свіндон Таун                  | 2011–12           | Друга футбольна ліга | 40   | 10    | 4            | 1            | 2          | 0          | 6             | 0             | 52     | 11     |
| Свіндон Таун                  | 2012–13           | Перша футбольна ліга | 27   | 9     | 1            | 0            | 4          | 0          | 0             | 0             | 32     | 9      |
| Свіндон Таун                  | Разом             | Разом                | 107  | 26    | 8            | 2            | 6          | 0          | 8             | 0             | 129    | 28     |
| Борнмут                       | 2012–13           | Перша футбольна ліга | 17   | 3     | —            | —            | —          | —          | —             | —             | 17     | 3      |
| Борнмут                       | 2013–14           | Чемпіоншип           | 30   | 9     | 2            | 0            | 0          | 0          | —             | —             | 32     | 9      |
| Борнмут                       | 2014–15           | Чемпіоншип           | 46   | 15    | 2            | 0            | 3          | 0          | —             | —             | 51     | 15     |
| Борнмут                       | 2015–16           | Прем'єр-ліга         | 37   | 4     | 3            | 0            | 2          | 0          | —             | —             | 42     | 4      |
| Борнмут                       | Разом             | Разом                | 130  | 31    | 7            | 0            | 5          | 0          | —             | —             | 142    | 31     |
| Ньюкасл Юнайтед               | 2016–17           | Чемпіоншип           | 42   | 12    | 3            | 2            | 3          | 2          | —             | —             | 48     | 16     |
| Ньюкасл Юнайтед               | 2017–18           | Прем'єр-ліга         | 35   | 3     | 2            | 0            | 1          | 0          | —             | —             | 38     | 3      |
| Ньюкасл Юнайтед               | 2018–19           | Прем'єр-ліга         | 36   | 2     | 3            | 1            | 0          | 0          | —             | —             | 39     | 3      |
| Ньюкасл Юнайтед               | 2019–20           | Прем'єр-ліга         | 18   | 2     | 4            | 0            | 1          | 0          | —             | —             | 23     | 2      |
| Ньюкасл Юнайтед               | 2020–21           | Прем'єр-ліга         | 18   | 0     | 1            | 0            | 2          | 0          | —             | —             | 21     | 0      |
| Ньюкасл Юнайтед               | 2021–22           | Прем'єр-ліга         | 18   | 0     | 1            | 0            | 0          | 0          | —             | —             | 19     | 0      |
| Ньюкасл Юнайтед               | 2022–23           | Прем'єр-ліга         | 7    | 0     | 1            | 0            | 2          | 0          | —             | —             | 10     | 0      |
| Ньюкасл Юнайтед               | 2023–24           | Прем'єр-ліга         | 13   | 1     | 2            | 0            | 2          | 0          | 0             | 0             | 17     | 1      |
| Ньюкасл Юнайтед               | Разом             | Разом                | 187  | 20    | 17           | 3            | 11         | 2          | 0             | 0             | 215    | 25     |
| Портсмут                      | 2024–25           | Чемпіоншип           | 21   | 3     | 1            | 0            | 1          | 0          | —             | —             | 23     | 3      |
| Усього за кар'єру             | Усього за кар'єру | Усього за кар'єру    | 505  | 94    | 38           | 6            | 26         | 2          | 10            | 0             | 579    | 102    |